# Vosias
Visoas (en francès Vigeois) és un municipi francès situat al departament de la Corresa i a la regió de la Nova Aquitània.

## Demografia
| 1962                                       | 1968  | 1975  | 1982  | 1990  | 1999  | 2007  |
| ------------------------------------------ | ----- | ----- | ----- | ----- | ----- | ----- |
| 1.312                                      | 1.497 | 1.346 | 1.340 | 1.210 | 1.192 | 1.115 |
| Des de 1962: població sense dobles comptes |       |       |       |       |       |       |

## Administració
| Període   | Identitat         | Partit        |
| --------- | ----------------- | ------------- |
| 1959-1989 | Francis Rougerie  | PCF           |
| 1989-2001 | Jean Chastre      | PS            |
| 2001-2008 | Albert Chassaing  | UMP           |
| 2008-     | Anne-Marie Tixier | Divers gauche |